# Étienne Moulinié
Étienne Moulinié (* 10. Oktober 1599 in Laure-Minervois bei Carcassonne; † 1676) war ein französischer Komponist der Barockzeit.

## Leben
Aus dem Languedoc gebürtig, kam Étienne Moulinié an die Singschule der Kathedrale von Narbonne, wo er 16 Jahre blieb. Durch Einfluss seines Bruders Antoine Moulinié kam er als „maître de musique“ an den Hof von Gaston d’Orléans, dem Bruder Louis’ XIII. Moulinié komponierte sowohl geistliche als auch weltliche Musik für Singstimmen mit Lauten oder Basso-continuo-Begleitung. Nach dem Tode des Herzogs von Orléans im Jahr 1660 kehrte er in seine Heimat zurück, um dort eine neue Anstellung zu suchen. Sein Bruder Antoine Moulinié war Sänger am königlichen Hof.

## Werke (Auswahl)

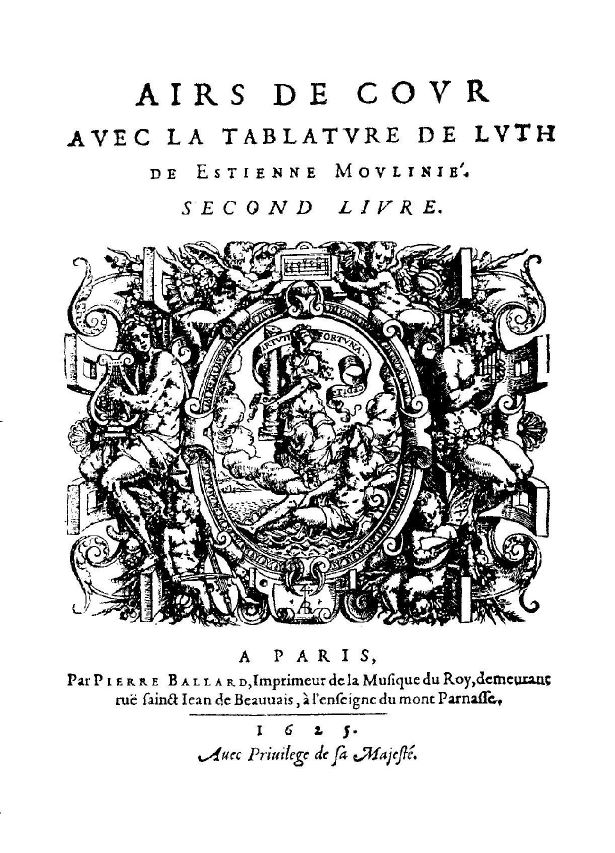
Titelseite des zweiten Buchs Air de Cour von Etienne Moulinié (1625)

Zu seinen Werken gehören 5 Bücher mit „Airs avec la tablature de luth“ (1625, König Louis XIII. gewidmet), weitere 5 Bücher mit  „airs de cour“ (Hofarien) (1625) und „airs à boire“ (Trinklieder) (1633), eine Totenmesse, „Missa pro defunctis“ (1636) „Meslanges de sujets chrestiens“ zwei- bis fünfstimmig mit B.c. (1658).
In den letzten Jahren wurden durch das Ensemble „Le poème Harmonique“ unter der Leitung von Vincent Dumestre mehrere Werke Mouliniés beim Label ALPHA eingespielt.